# Popelín
Obec Popelín (německy Popelin) se nachází v okrese Jindřichův Hradec v Jihočeském kraji. Žije zde 477 obyvatel.
Téměř celé území obce leží na Moravě, ale např. parcela č. 850/2 v k.ú. Popelín již leží na území Čech. Obec se tak rozkládá po obou stranách česko-moravské zemské hranice.

## Historie
První písemná zmínka o vesnici pochází z roku 1349. 
V roce 2013 zde byl v hospodě U Zemanů vybudován pivovar, pivo se zde vaří od začátku roku 2014.

## Části obce
Obec Popelín se skládá ze dvou částí na dvou stejnojmenných katastrálních územích.
- Popelín
- Horní Olešná

Od 1. července 1980 do 31. prosince 1991 k obci patřil i Bednáreček.

## Doprava
Vesnicí vede silnice II/134 a dále na sever také železniční trať Havlíčkův Brod – Veselí nad Lužnicí se stanicí Popelín.

## Pamětihodnosti
- Kostel svatého Petra a Pavla
- Kaplička Panny Marie
- Socha svatého Jana Nepomuckého na návsi
- Pomník zrušení roboty na návsi
- Sýpka
- Pomník generála letectva Ludvíka Budína, velitele československých leteckých sil v SSSR za druhé světové války
- Zámek Popelín

## Galerie

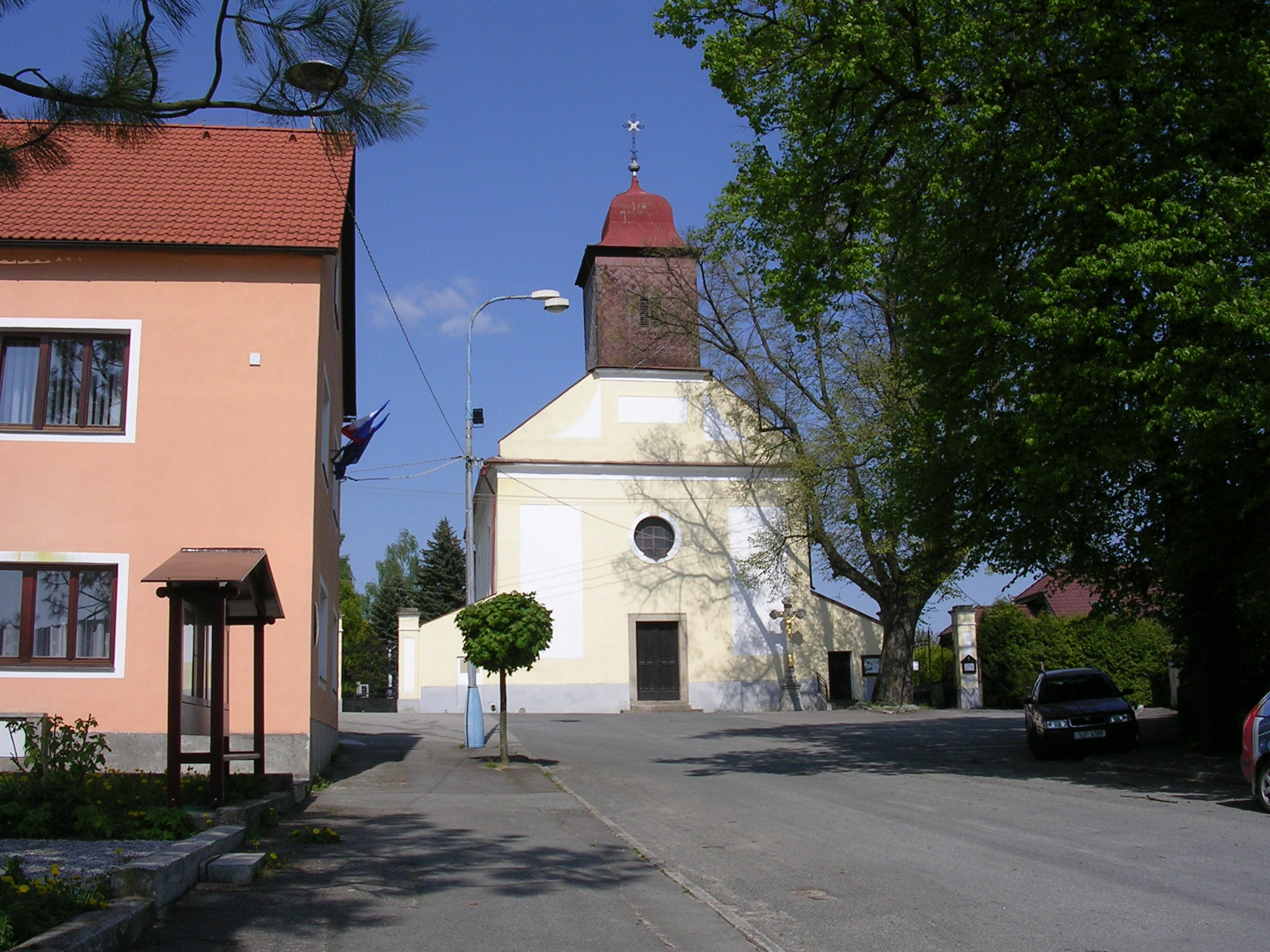
Obecní úřad a kostel sv. Petra a Pavla
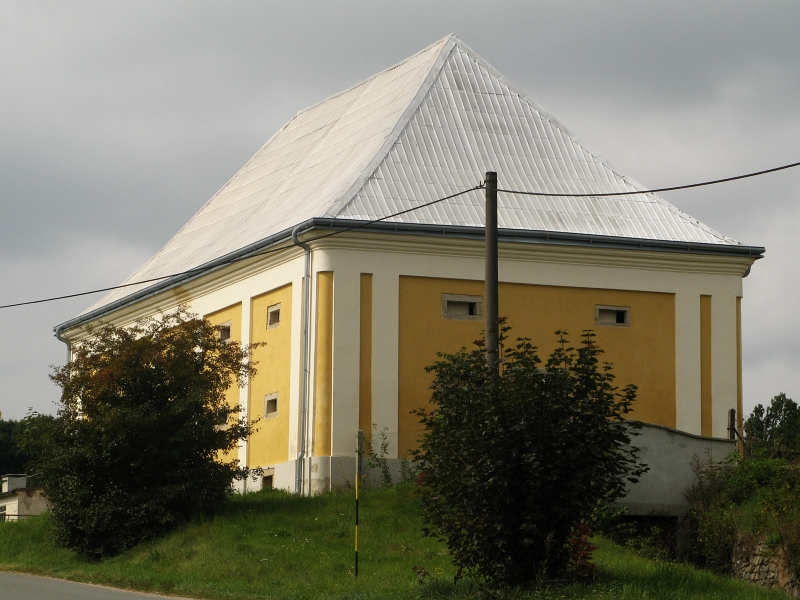
Sýpka
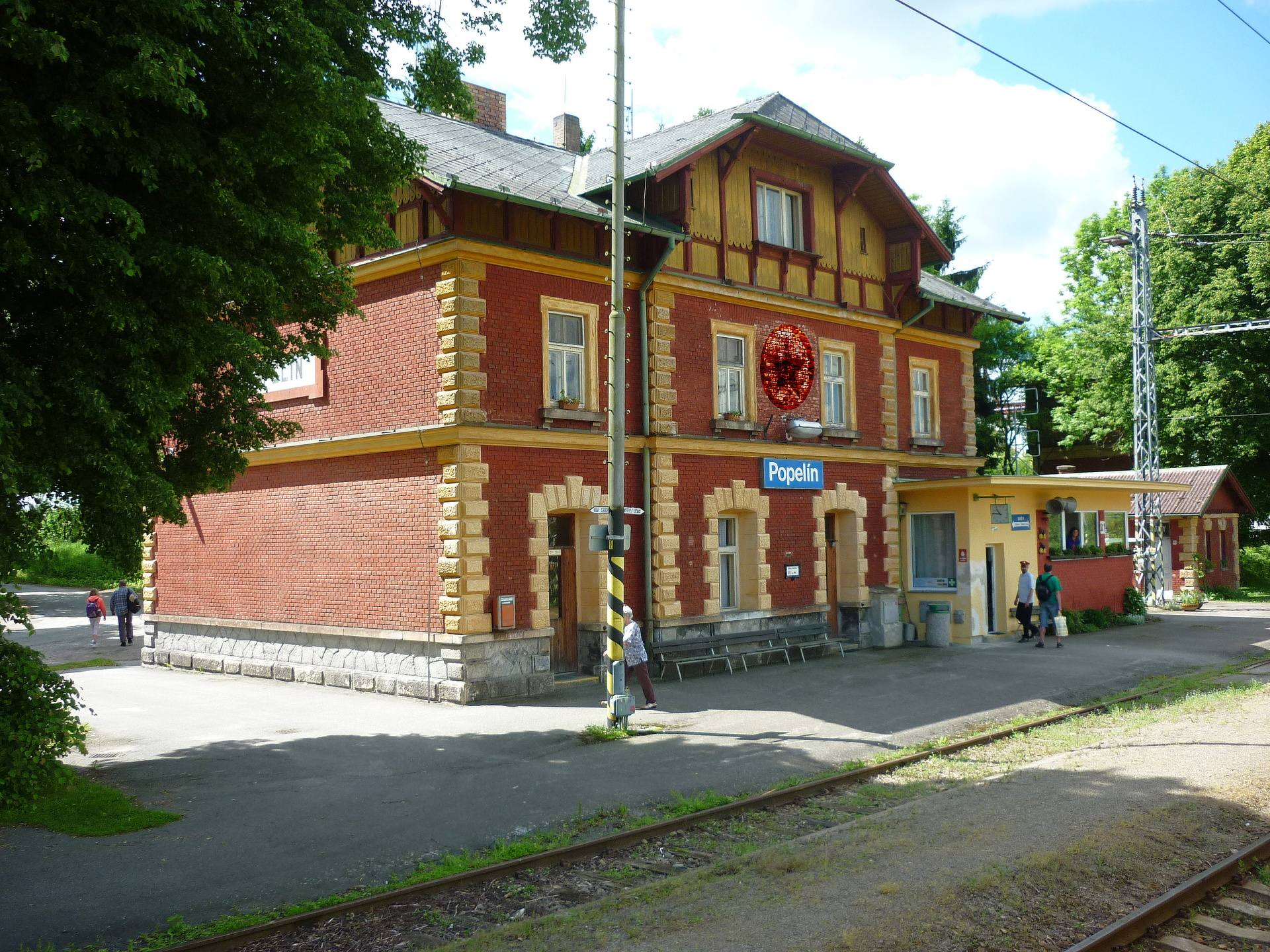
Železniční stanice
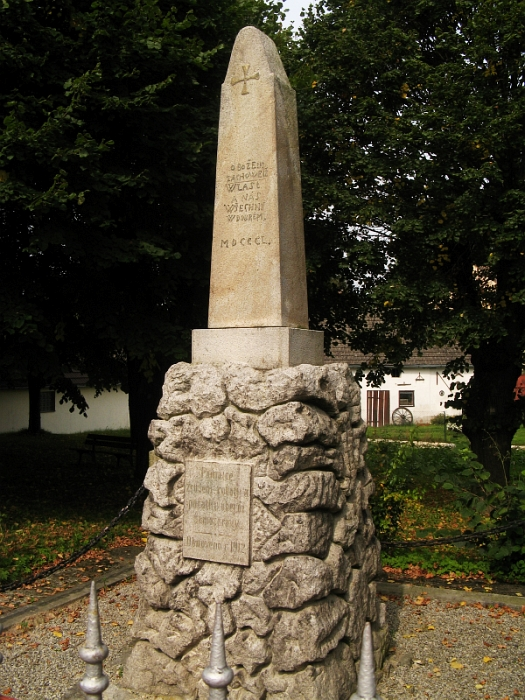
Pomník na paměť zrušení roboty
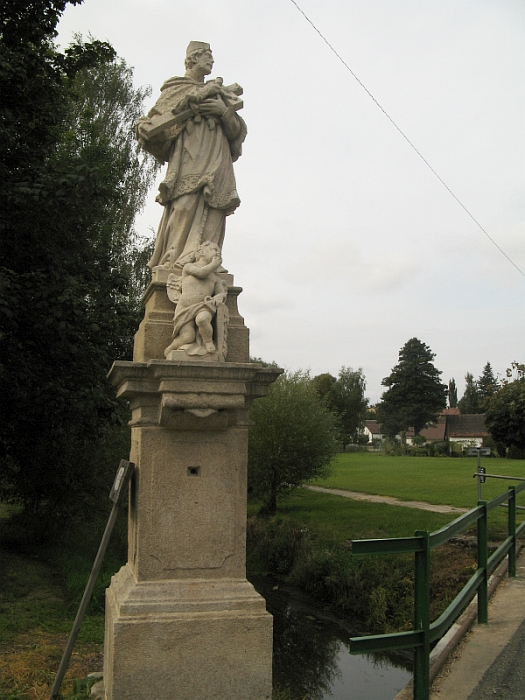
Socha Jana Nepomuckého
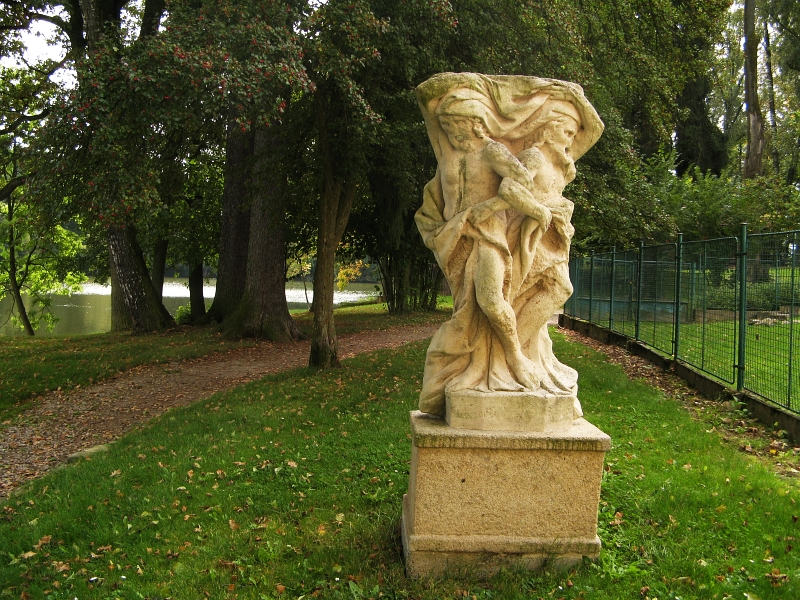
Sousoší atlantů v zámeckém parku